# Nueva Santa María (Hidalgo)
Nueva Santa María	 es una localidad de México localizada en el municipio de Tula de Allende en el estado de Hidalgo.

## Geografía
Se encuentra en la región geográfica del Valle del Mezquital. Le corresponden las coordenadas geográficas 19° 59’ 59.378” de latitud norte y 99° 21’ 01.534” de longitud oeste, con una altitud de 2118 m s. n. m. Cuenta con un clima semiseco templado.
En cuanto a fisiografía se encuentra en la provincia de la Eje Neovolcánico, dentro de la subprovincia de subprovincia de Lagos y volcanes de Anáhuac; su terreno es de lomerío. En lo que respecta a la hidrografía se encuentra posicionado en la región del Pánuco, dentro de la cuenca del río Moctezuma, en los límites de las subcuencas de los ríos Tula y Tlautla.

## Demografía
En 2020 registró una población de 1024 personas, lo que corresponde al 0.89 % de la población municipal. De los cuales 507 son hombres y 562 son mujeres.
| Gráfica de evolución demográfica de Nueva Santa María entre 1990 y 2020                      |
|                                                                                              |
| Población de los censos y conteos del Instituto Nacional de Estadística y Geografía (INEGI). |